# Гаррі Гаррісон
Гáррі Макс Гáррісон (англ. Harry Max Harrison, 12 березня 1925 — 15 серпня 2012) — американський та ірландський письменник-фантаст, редактор галузевих періодичних видань та антологій, художник-ілюстратор (замолоду) і активний учасник різноманітних національних та світових заходів, покликаних популяризувати фантастичну літературу. Лауреат премії «Гросмейстер фантастики» за заслуги перед жанром (2009).
Протягом своєї 51-річної письменницької кар'єри жив у багатьох країнах світу, зокрема у Мексиці, Данії, Великій Британії, Італії, Росії, та переважну більшість часу — близько 30 років — Гаррісон провів на батьківщині предків — Ірландії. У 1970-х роках отримав ірландське громадянство на підставі свого походження. Його друг Фредерик Пол, що вважав єдиною своєю батьківщиною Америку, згадує з подивом, як Гаррісон швидко трансформувався в ірландця і свідомо залишався ним до кінця життя. Окрім прихильності до історичної Батьківщини Гаррісон був стійким прибічником розвитку та розповсюдження мови есперанто, що часто згадується в його романах. Тривалий час він був почесним президентом Асоціації Есперанто Ірландії
Відомий Гаррісон, у першу чергу, завдяки кільком циклами романів науково-фантастичного («Світ смерті»), гумористично-фантастичного («Білл — герой Галактики», «Щур із нержавіючої сталі») циклів, а також роману «Посуньтеся! Посуньтеся!», що став основою для відзначеного критикою кінофільму «Зелений сойлент» (1973).
Твори Гаррі Гаррісона відзначаються гуманістичною, антирасистською та антимілітаристською спрямованістю, сюжетною винахідливістю із відчутною гумористичною та сатиричною складовими.

## Біографія
Гаррі Гаррісон народився 1925 року, і на свій вісімнадцятий день народження був призваний до війська. Друга світова війна наділила його ненавистю до всього військового, що проявилося в такому сатиричному романі як «Білл — герой галактики». Чимало його ранніх оповідань з'являлися в часопису Джона Кемпбелла «Естаундінґ» і часто відображали його інтерес до питань охорони довкілля та мирного розв'язання конфліктів. Його найвідомішими творіннями стали «Щур із нержавіючої сталі» і «Посуньтеся! Посуньтеся!», на якому ґрунтується фільм «Зелений Сойлент». Серед останніх робіт — комерційно успішні трилогії в жанрі альтернативної історії «На захід від Едему» і «Слава американському стягу»

### Дитинство і юність
Гаррі Гаррісон народився 12 березня 1925 року в родині друкаря Ге́нрі Ле́о Де́мпсі (англ. Henry Leo Dempsey) і шкільної вчительки Ріа, до шлюбу Кір'яссофф (англ. Ria Kirjassoff, слід, очевидно, розуміти Кир'ясової), емігрантки латвійсько-російського походження, у невеликому американському місті Стемфорд, штат Коннектикут. При народженні хлопчик отримав ім'я Ге́нрі Ма́ксвелла Де́мпсі (англ. Henry Maxwell Dempsey), проте не знав свого справжнього прізвища аж до віку 30 років, коли отримував паспорт. Він офіційно змінив своє ім'я на Гаррі Макс Гаррісон. Коли майбутньому письменнику виповнилося 2 роки, його сім'я переїхала до Нью-Йорка і вже в самому місті в умовах Великої Депресії декілька разів змінювала свою прописку.
|  | Ми періодично переїжджали ночами: знімали нову квартиру, домовлялися про місячну оренду, платили за один місяць, лишалися на два місяці, потім ще і на третій, заборговуючи гроші. Після цього на своїй гужовій підводі приїжджав розвізник льоду і за п'ятнадцять доларів перевозив усе наше добро на іншу квартиру. Ми переїжджали так часто, що мені і справді бракувало друзів у дитинстві, та й у школі я навчався поганенько… точніше мені велося добре тільки на тих предметах, які я вподобав: природознавство й англійську мову. Найгірші ж оцінки я отримував з іспанської. |

У школі Гаррі Гаррісон писав і малював для шкільної газети. Самотній по натурі, він багато читав, зокрема бульварної літератури. Інтерес до фантастики в ньому прокинувся в 13 років, коли він вперше написав до науково-фантастичного часопису.
У 1943 році Гаррі Гаррісон закінчив середню школу в нью-йоркському кварталі Форест-Гіллз (район Квінз) і одразу ж отримав повістку до армії.
|  | Я геть не хотів утопитися, тому тримався подалі від флоту. Я не хотів, щоб мене підстрелили, тому обійшов піхоту стороною. Але мені завжди подобалися літаки. „Та хіба ж літаки в повітрі менш небезпечні?” У ті дні Військово-повітряний корпус США позначав, що одну людину в повітрі обслуговувало тридцять п’ятеро на землі. Я все життя носив окуляри, то літати мені ніхто не дав би. Тому я пішов до службового персоналу. |

За кілька тижнів до власне призову Гаррі Гаррісон вступив до авіаційно-технічного училища в Нью-Джерсі, де став кваліфікованим механіком. Після додаткового навчання (вже в армії) в Міссісіпі він потрапив на базу ВПС у Лоурі (Денвер, Колорадо). Під час тестів з'ясувалося, що у Гаррісона високий рівень технічної підготовки, тому він став фахівцем із налаштування автоматичних прицілів. Змінивши декілька баз і отримавши відзнаки за відмінну службу, майбутній письменник перевівся в військову поліцію, де він отримав звання сержанта і обов'язок вартувати темношкірих ув'язнених, що не заважало йому пити і проводити час разом із ними. Демобілізувався Гаррісон у лютому 1946 року, назавжди не злюбивши все військове.
|  | Чи сподобалася мені моя пайка армійського життя? Ні. Якщо ви почитаєте «Білла – героя Галактики», то зрозумієте, які відчуття про військо переповнюють мене. Як воно на мене вплинула? Що ж, я ненавиджу все, абсолютно все, військове. |

### Художник
Повернувшись із війська Гаррісон певний час не міг знайти підхожої роботи або такої, що йому припала б до душі. Тому восени 1946 року він поступив на мистецьке відділення Гантер-Колледжу Міського університету Нью-Йорка, де навчавася у Джона Бломшилда (англ. John Blomshield). Навчання Гаррісон не закінчив, але продовжував займатися із Бломшилдом приватно. Водночас молодик відвідує Школу карикатуристів та ілюстраторів під керівництвом Берна Гоґарта (англ. Burne Hogarth, 1911–1995), творця коміксів про Тарзана. Майбутній письменник відкриває свою коміксову «мануфактуру»:
|  | У нас була крихітна студія, де ми працювали разом із Воллі [Вудом]; Рой Кренкл був нашим асистентом: він робив шикарні фони і стирав олівець. В цій студії трохи попрацював навіть Ел Вільямсом. Раз на тиждень у нас була оголена натурниця, і ми малювали голе тіло. Інколи заходив Френк Фрацетта, інші художники. Ми перебували в самому центрі Мангеттена, тож зустрічатися було зручно. |

У студії Гаррі Гаррісон малював не лише комікси, а й рекламну продукцію, ілюстрував часописи. Завдяки своїй художній роботі для журналів наукової фантастики він зміг стати членом клубу «Гідра», до якого входило чимало фантастів: Айзек Азімов, Фредерік Браун, Теодор Стерджон, Лестер дель Рей, Спраґ де Камп, Горейс Ґолд тощо.
Із часом бізнес Гаррісона, який досить успішно розвивався раніше, занепав. Зневірений художник намагався триматися на плаву і знайшов роботу. Його знайомий — Деймон Найт, у ту пору головний редактор журналу «Ворлдз бійонд», запропонував йому зайнятися ілюструванням журналу. Проте коли номер був практично готовий, Гаррісон потрапив до лікарні з важким інфекційним захворюванням. Через нього він почав писати невеликі оповідання, а пальці, які тремтіли, успішно справлялися з клавіатурою друкарської машинки.

### Блукач світом
Після того, як перший короткочасний шлюб Гаррі Гаррісона був розірваний, в червні 1954 року він одружився з Джоан Мерклер. 1956 року сім'я переїхала в мексиканське містечко Куатла. Письменницький напрям його роботи став дедалі відчутнішим, з 1956 він жив лише цим. Його першим великим твором став «Світ смерті», книжку відразу купило видавництво англ. «Astounding», і вона посіла друге місце серед номінантів премії Г'юго, поступившись пальмою першості лиш дітищу Хайнлайна. У 1957 він відвідав конференцію фантастів WorldCon в Англії і на якийсь час залишився в Бромлі і Лондоні. Наступну зиму разом з сім'єю він провів в Італії на острові Капрі, доки в 1958 не повернувся в Лонг Біч (штат Нью-Йорк), де восени 1958 на світ з'явилася донька Мойра. Трохи згодом вони знову переїжджають і протягом шести років живуть в Данії, ще через рік переїжджають до Англії, а потім купують будинок у Каліфорнії.

### Фантаст

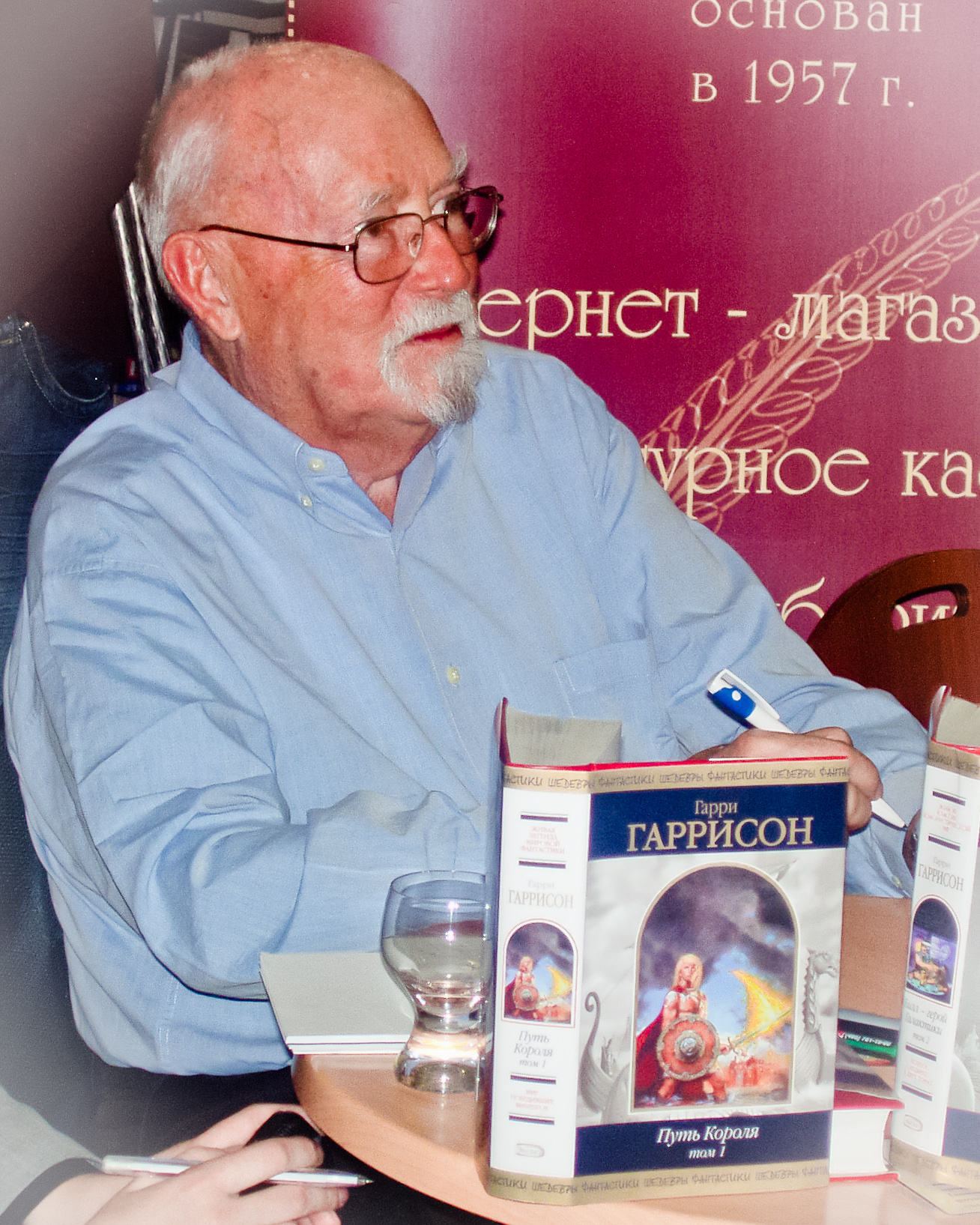
Гаррі Гаррісон в Москві

Першою книжковою публікацією Гаррі Гаррісона був роман «Світ смерті» (англ. «Deathworld» 1960), який у наступні роки було продовжено в трилогію героя Язона дін Альта «Спеціаліст з етики» (англ. «Deathworld 2» 1964) і «Кінні варвари» (англ. «Deathworld 3» 1968). Успішнішою була поява десятитомного циклу про «сталевого пацюка» Джимма ді Ґріза, який вперше з'явився в романі «Агенти в космосі» (англ. «The Stainless Steel Rat», 1961 — «Щур із нержавіючої сталі»). Незвичайна комбінація гумору і наукової фантастики мала відбиток у багатьох його наступних творах, такому як «Білл, герой Галактики» (1965), з якого бере початок однойменна серія. Тим часом починається співпраця над семи томами з Робертом Шеклі, Девідом Бішоффом та іншими. «Фантастична сага» (англ. «The Technicolor Time Machine» 1967) описує спробу знімальної групи спонукати вікінгів до відкриття Америки. Роман «Посуньтесь! Посуньтесь!» (англ. «Make Room! Make Room!» 1966) має дещо інший тон. Цікаве бачення небезпеки перенаселення під назвою «Рік 2022: ті, що хочуть вижити» було знято на плівку Річардом Фляйшером, в головних ролях зіграли Чарльтон Гестон і Едвард Дж. Робінсон. Серед численних наступних творів виділяється ілюстрований роман «Історія планети» (англ. «Planet Story» 1979), який виник у співпраці з художником Джимом Барнсом. Гаррісон пише трилогію «До зірок» (англ. «To the Stars» 1981) а також тритомний Едемський цикл (1986-88), який відобразив в незвичному образі альтернативного світу.
За своє життя Гаррі Гаррісон видав близько п'ятдесяти романів. Крім того, почасти разом з іншими науковими фантастами, він видав різні науково-фантастичні антології, наприклад антропологічна белетристика («Людиноподібна мавпа, космонавт», 1968 — англ. «Apeman, Spaceman»), Nova-Reihe (1970–1974) і збірка науково-фантастичних бестселерів (1968-76). Його ілюстровані томи «Великі вогненні кулі» 1977 (англ. «Great Balls of Fire») і «Механізм» («Mechanismo») 1977, ілюструють тему статі роботів в фантастиці. З 1968 по 1969 Гаррісон був віце-президентом Союзу авторів наукової фантастики SFWA. Гаррісон був ініціатором створення Міжнародної Асоціації фантастів World SF, яка опікувалася інтересами авторів наукової фантастики, а в 1978 році Гаррісон був обраний її головою. Він був повноправним членом Universala Esperanto-Asocio, що підтримує існуючу з 1887 року мову есперанто, яку Гаррісон інколи використовував в своїх творах. До смерті автор жив у Ірландії, неподалік Дубліна, але знову і знову вирушає в подорожі і охоче відвідує конференції наукових фантастів. 1990 року він був на всесвітній конференцію в Гаазі, а в 1999 році, як почесний гість TRINITY, на зборах Європейського Союзу Наукових Фантастів в Дортмунді. Помер 15 серпня 2012 року.

## Бібліографія

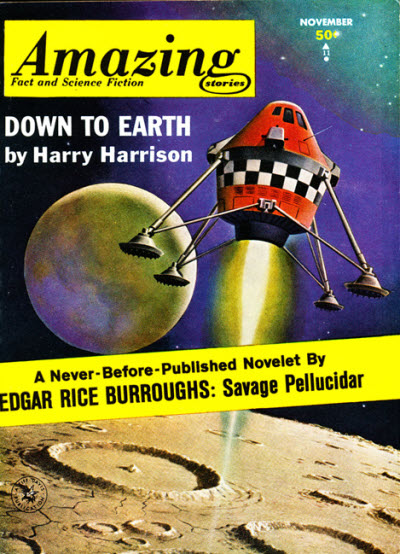
Обкладинка повісті Гаррісона від Amazing Stories

### Цикл:Світ Смерті (англ. Deathworld)
- 1960. Світ Смерті (англ. Deathworld)
- 1964. Етичний інженер (Спеціаліст з етики) (англ. The Ethical Engineer)
- 1968. Кінні варвари (англ. Horse Barbarians)
- 1973. Лінкор у нафталіні (оповідання) (англ. The Mothballed Spaceship)
- 1998. Повернення у Світ Смерті (англ. Return to Deathworld) (Написано у співпраці з Антом Скаландісом (& Ant Skalandis), видано лише у Росії та Литві)
- 1998. Світ Смерті проти флібустьєрів (англ. Deathworld vs. Filibusters) (Написано у співпраці з Антом Скаландісом (& Ant Skalandis), видано лише у Росії та Литві)
- 1997. Світ Смерті та потвори з Пекла (англ. The Creatures from Hell) (Написано у співпраці з Антом Скаландісом (& Ant Skalandis), видано лише у Росії)
- 2001. Світ Смерті 7. Недруги по розуму (англ. Deathworld 7: Foes in Intelligence) (Написано у співпраці з Михаїлом Ахмановим (& Mikhail Ahmanov), видано лише у Росії)

### Цикл:Щур із нержавіючої сталі (англ. Stainless Steel Rat)
Список відповідає внутрішній хронології книги
1. 1985. Народження Щура із нержавіючої сталі (англ. A є Stainless Steel Rat is Born)
2. 1987. Щур із нержавіючої сталі іде до армії (англ. The Stainless Steel Rat Gets Drafted)
3. 1994. Щур із нержавіючої сталі співає блюз (англ. The Stainless Steel Rat Sings the Blues)
4. 1966. Щур із нержавіючої сталі (англ. The Stainless Steel Rat)
5. 1970. Помста Щура із нержавіючої сталі (англ. The Stainless Steel Rat's Revenge)
6. 1972. Щур із нержавіючої сталі рятує світ (англ. The Stainless Steel Rat Saves the World)
7. 1978. Ти потрібний Щуру із нержавіючої сталі (англ. The Stainless Steel Rat Wants You (You Can Be the Stainless Steel Rat: An Interactive Game Book))
8. 1982. Щура із нержавіючої сталі - у Президенти! (англ. The Stainless Steel Rat for President)
9. 1996. Щур із нержавіючої сталі вирушає до пекла (англ. The Stainless Steel Rat Goes to Hell)
10. 1998. Щур із нержавіючої сталі на манежі (англ. The Stainless Steel Rat Joins the Circus)

##### Короткі оповідання про Щура із нержавіючої сталі
- 1981. Повернення Щура із нержавіючої сталі (англ. The Return of the Stainless Steel Rat)
- 1989. Четвертий закон робототехніки (англ. The Fourth Law of Robotics)
- 1993. Золоті роки Щура із нержавіючої сталі (англ. The Golden Years of the Stainless Steel Rat)

### Цикл:До Зірок (англ. To the Stars)
- 1980. Світ Батьківщини (англ. Homeworld)
- 1981. Світ на колесах (англ. Wheelworld)
- 1981. Повернення до Зірок (англ. Starworld)

### Цикл:Едем(англ. Eden)
- 1984. Захід Едему (англ. West of Eden)
- 1986. Зима в Едемі (англ. Winter in Eden)
- 1989. Повернення до Едему (англ. Return to Eden)

### Цикл:Білл, Герой Галактики (англ. Bill, the Galactic Hero)
- 1965. Білл, Герой Галактики (англ. Bill, the Galactic Hero)
- 1989. Білл, Герой Галактики: На планеті роботів-рабів (англ. Bill, the Galactic Hero: On the Planet of the Robot Slaves)
- 1990. Білл, Герой Галактики: На планеті пляшкових мізків (англ. Bill, the Galactic Hero: On the Planet of Bottled Brains (Написано у співавторстві з Робертом Шеклі (& Robert Sheckley))
- 1991. Білл, Герой Галактики: На планеті низькопробних розваг (англ. Bill, the Galactic Hero: On the Planet of Tasteless Pleasure) (Написано у співавторстві з Девідом Бішофом (& David Bischoff))
- 1991. Білл, Герой Галактики: На планеті вампірів-зомбі (англ. Bill, the Galactic Hero: On the Planet of Zombie Vampires (Написано у співавторстві с Джеком Холдменом II (& Jack Haldeman II))
- 1991. Білл, Герой Галактики: На планеті десяти тисяч барів (англ. Bill, the Galactic Hero: On the Planet of Ten Thousand Bars) (Написано у спіавторстві з Девідом Бішофом (& David Bischoff))
- 1992. Білл, Герой Галактики: Остання нещаслива пригода (англ. Bill, the Galactic Hero: The Final Incoherent Adventure!) (Написано у співавторстві з Девідом Хэррісом (& David Harris))

### Цикл:Молот та Хрест (англ. The Hammer and the Cross)
- 1993. Молот та Хрест (англ. The Hammer and the Cross) (Написано у співавторстві з Джоном Холмом (& John Holm))
- 1994. Хрест та Король (англ. One King's Way) (Написано у співавторстві з Джоном Холмом (& John Holm))
- 1996. Король та Імператор (англ. King and Emperor) (Написано у співавторстві з Джоном Холмом (& John Holm))
- 1996. Імператор та Молот (англ. Emperor and the Hammer) (Написано у співавторстві з Джоном Холмом (& John Holm))

### Цикл:Браян Бренд (англ. Brion Brandd)
- 1962. Планета проклятих (Почуття обов'язку) (англ. Planet of the Damned (Sense of Obligation))
- 1981. Планета, з якої не повертаються (англ. Planet of No Return)

### Цикл:Тоні Хокін (англ. Tony Hawkin)
- 1972. Помста Монтесуми (англ. Montezuma's Revenge)
- 1974. Помста Королеви Вікторії (англ. Queen Victoria's Revenge)

### Цикл:Зірки та смуги (англ. Stars and Stripes)
- 1998. Кільця анаконди (англ. Stars and Stripes Forever)
- 2000. Ворог біля порогу (англ. Stars and Stripes in Peril)
- 2002. У лігвищі лева (англ. Stars and Stripes Triumphant)

### Романи
- 1965. Чума з Юпітера (Чума з космосу) (англ. Jupiter Plague) (Вперше опубліковано як Plague from Space)
- 1965. Вендета для Святого (англ. Vendetta for the Saint)
- 1966. Посуньтесь! Посуньтесь! (англ. Make Room! Make Room!)
- 1967. Фантастична сага (англ. The Technicolor Time Machine)
- 1969. Полоненний Всесвіт (англ. Captive Universe)
- 1970. Лікар космічного корабля (англ. Spaceship Medic)
- 1970. Далет-эфект (Зірки у наших долонях) (англ. The Daleth effect (In Our Hands, the Stars))
- 1972. Стоунхендж (англ. Stonehenge) (Написано у співавторстві з Леоном Стовером (& Leon Stover))
- 1983. Стоунхендж: Де померла Атлантика  (англ. Stonehenge: Where Atlantic Died) (Написано у співавторстві з Леоном Стовером (& Leon Stover))
- 1972. Трансатлантичний тунель! Ура! (англ. A Transatlantic Tunnel, Hurrah!)
- 1973. Зоряні пригоди галактичних рейнджерів (англ. Star Smashers of the Galaxy Rangers)
- 1975. Калифорнійский айсберг (англ. The California Iceberg)
- 1976. Падаюча зірка (англ. Skyfall)
- 1977. Рятувальний човник (англ. Lifeboat) (Написано у співавторстві з Гордоном Діксоном (& Gordon R. Dickson))
- 1978. Історія планети (англ. Planet Story)
- 1980. QE2 не досягає цілі (англ. The QE2 Is Missing)
- 1982. Ціль вторгнення: Земля (англ. Invasion: Earth)
- 1983. Час для повстання (англ. A Rebel In Time)
- 1992. Вибір за Тьюрингом (англ. The Turing Option) (Написано у співавторстві з Марвіном Мінскі (& Marvin Minsky))

## Нагороди, премії, посади
- Віце-президент товариства «Американські письменники науково-фантастичного жанру» (1968—1969).
- Почесний патрон Всесвітньої Асоціації Есперанто.
- Член Британської Науково-фантастичної Асоціації.
- Лицар ордену св. Фантонія.
- Засновник та президент «Всесвітньої НФ» — міжнародної організації, яка об'єднує професіоналів жанру.
- Лауреат премії «Неб'юла» (1973) — за фільм «Soylent Green», поставлений за романом «Посуньтесь! Посуньтесь!».
- Володар премії журналу «Локус» (1974) — за складання антології наукової фантастики пам'яті Дж. Кемпбелла (Astounding, вид-во Random House, 1973).

## Переклади українською
Українською мовою Гаррісон перекладався спорадично.
Романи та повісті
Гаррі Гаррісон. Білл - герой Галактики. Переклад з англійської: Олександр Коваленко. Київ: журнал «Всесвіт», 1991, № 5. стор. 3–80.

Серія Сталевий Щур
- Гаррі Гаррісон. Народження Сталевого Щура. Переклад з англійської: Вікторія Зенгва. Харків: КСД, 2016. 286 стор. ISBN 978-617-12-0878-0
  - (перевидання) Гарі Гаррісон. Народження Сталевого Щура. Переклад з англійської: Вікторія Зенгва. Харків: КСД, 2020. 288 стор. ISBN 978-617-12-7448-8
- Гаррі Гаррісон. Сталевий Щур іде до армії. Переклад з англійської: Марія Пухлій. Харків: КСД, січень 2020. 320 стор. ISBN 978-617-12-7470-9
- Гаррі Гаррісон. Сталевий Щур. Переклад з англійської: Олеся Мала. Харків: КСД, 2021. 240 стор. ISBN 978-617-12-8590-3

Оповідання
- Науково-фантастичні оповідання. Переклад: Л. Василенко; малюнки: Л. Призант. Київ: Веселка, 1966. — 208 стор. (серія «Наукова фантастика»)

- М. Дашкиєв. Про земне й небесне: Передмова — с.5-10
- В. Ревич. Штурмовий тиждень (Замість вступу) — с.11-25
- Г. Гаррісон. Смертні муки прихідця — с.27-53
- В. Кайдош. Дослід — с.54-75
- П. Андерсон. Людина, що прийшла надто рано — с.76-120
- Р. Шеклі. Царська воля — с.121-138
- В. Кайдош. Дракон — с.136-161
- А. Порджес. Саймон Флегг і чорт — с.162-174
- А. Ван-Вогт. Чудовисько — с.175-205

- Гарі Гаррісон. Ми різні, але… Переклад з англійської: Людмила Бутенко. Київ: журнал «Наука і Суспільство». 1989, № 07. стор.73-81
- Гарі Гаррісон. Війна з роботами. Переклад з англійської: Олександр Буценко; малюнки: О. Міхнушова. Київ: журнал «Однокласник», 1991. № 9 — с.1-7 (також журнал Вітчизна 1992. № 01)
- Гарі Гаррісон. Зовні м'який, у душі непоступливий. Переклад з англійської: Олександр Буценко; малюнки: Л. Харлампієва. Київ: журнал «Однокласник». 1992, № 4-5 — с.1-6 (також журнал Вітчизна 1992. № 01)
- Гарі Гаррісон. Поліцейський робот. Переклад з англійської: Валерія Чванова. Київ: журнал «Березіль» 1995, № 5-6. стор.121-136
- Гарі Гаррісон. Випадок у метро. Переклад з англійської: невідомий. Київ: журнал «Клас». 2002, № 08
- Гарі Гаррісон. Найвеличніший мисливець. Переклад з англійської: невідомий. Київ: журнал «Клас». 2000, № 07
- Гарі Гаррісон. Швидкість гепарда та лев'ячий рик. Переклад з англійської: невідомий. Київ: журнал «Клас». 2003, № 09
- Гарі Гаррісон. Абсолютна зброя. Переклад з англійської: невідомий. Київ: журнал «Сузір'я» за грудень 2004. с.55